# Rhopalomeces linearis
Rhopalomeces linearis là một loài bọ cánh cứng trong họ Cerambycidae.